# 名古屋高速2號東山線
名古屋高速2號東山線（日语：／ Nagoya kōsoku 3 gō Higashiyama sen */?）是一條連接日本愛知縣名古屋市中村區新洲崎JCT與同市東區高針JCT的名古屋高速道路路線。

## 概要
- 起點 : 愛知縣名古屋市中村區名站南
- 終點 : 愛知縣名古屋市東區高針
- 路線長度 : 10.3km
- 出入口 : 6個（入口:6個、出口:6個）
- 分支 : 3個
- 行車線 : 4車線

## 連接高速道路
- 名古屋高速5號萬場線（於新洲崎JCT連接）
- 名古屋高速都心環狀線（於丸田町JCT連接）
- 名古屋第二環狀自動車道（於高針JCT連接）

## 設施
- 設施編號欄的背景色為■顯示該部分道路已經啟用，設施名稱欄的背景色為■顯示該部分設施尚未啟用，未通車路段名稱皆為臨時名稱。
- 中途通過天白區，但不設出入口。
- （間）為以其他道路為媒介接續的間接接續。
- IC為交流道的簡寫，JCT為系統交流道的簡寫。

| 出入口編號                                          | 中文設施名   | 日文設施名 | 英文設施名 | 接續路線名                                                         | 起點起計 （公里） | 備註                              | 所在地 | 所在地 |
| --------------------------------------------------- | ------------ | ---------- | ---------- | ------------------------------------------------------------------ | ----------------- | --------------------------------- | ------ | ------ |
| 名古屋高速5號萬場線 名古屋西JCT方向                 |              |            |            |                                                                    |                   |                                   |        |        |
| -                                                   | 新洲崎JCT    |            |            | 名古屋高速5號萬場線                                                | 0.0               |                                   | 中村區 |        |
| -                                                   | 新洲崎出入口 |            |            | （間）名驛通                                                       |                   | 預定設置 與都心環狀線的集約出入口 | 中村區 |        |
| 211/201                                             | 白川出入口   |            |            | 若宮大通 （間） 國道19號（伏見通）                                 | 0.5               | 千音寺（東名阪道）方向出入口      | 中區   |        |
| -                                                   | 榮出入口     |            |            | 若宮大通 （間）久屋大通                                            |                   | 預定設置=                         | 中區   |        |
| -                                                   | 丸田町JCT    |            |            | 名古屋高速都心環狀線                                               | 2.2               | 高針方面接續                      | 中區   |        |
| 212/202                                             | 吹上東出入口 |            |            | 若宮大通 （間） 國道153號（飯田街道） （間）名古屋市道名古屋環狀線 | 3.2               | 千音寺、都心環狀方向出入口        | 千種區 |        |
| -                                                   | 吹上聯絡路   |            |            |                                                                    |                   | 廢除                              | 千種區 |        |
| 213/203                                             | 吹上西出入口 |            |            | 若宮大通 （間）名古屋市道堀田高岳線（機場線）                      | 3.2               | 高針方向出入口                    | 千種區 |        |
| 214/204                                             | 春岡出入口   |            |            | 國道153號 （間）若宮大通 （間）名古屋市道名古屋環狀線              | 4.4               | 高針方向出入口                    | 千種區 |        |
| 215/205                                             | 四谷出入口   |            |            | 名古屋市道鏡池線 （間）山手綠色道路                                | 6.7               | 千音寺、都心環狀方向出入口        | 千種區 |        |
| -                                                   | 高針收費站   |            |            | -                                                                  | 9.5               | 千音寺、都心環狀方向              | 名東區 |        |
| 216/206                                             | 高針出入口   |            |            | 愛知縣道59號名古屋中環狀線 （間） 國道302號（名古屋環狀2號線）     | 9.8               | 千音寺、都心環狀方向出入口        | 名東區 |        |
| -                                                   | 高針JCT      |            |            | C2 名古屋第二環狀自動車道（名二環）                                | 10.3              |                                   | 名東區 |        |
| C2 名古屋第二環狀自動車道 名古屋IC、名古屋南JCT方向 |              |            |            |                                                                    |                   |                                   |        |        |

- 201—206 東行、211—216 西行

## 历史
- 1986年10月27日：新洲崎JCT至白川出入口開通。
- 1988年4月26日：白川出入口至吹上出入口（現時為吹上東出入口）開通，吹上連絡路啟用。
- 1995年9月19日：吹上連絡路停用。
- 2000年12月11日：吹上東出入口至四谷出入口之西行線開通，吹上出入口改名為吹上東出入口。
- 2001年6月1日：吹上東出入口至四谷出入口之東行線開通。
- 2003年3月11日：四谷出入口至高針JCT開通，同時春岡入口啟用，全線開通。

## 交通流量
平日24小時交通流量（平成17年度道路交通普查）
- 愛知縣名古屋市中區大須2丁目：18,755
- 愛知縣名古屋市千種區吹上2丁目：37,877
- 愛知縣名古屋市東區豬高町高針：31,692